# Popovice (Třesovice)
Popovice (německy Popowitz) jsou malá vesnice, část obce Třesovice v okrese Hradec Králové. Nachází se asi jeden kilometr jihozápadně od Třesovic. Popovice leží v katastrálním území Popovice u Nechanic o rozloze 2 km².

## Přírodní poměry
Vesnice stojí ve Východolabské tabuli. Západně od ní protéká řeka Bystřice, jejíž tok je zde součástí přírodní památky Bystřice.

## Pamětihodnosti
- Architektonickou památkou obce je 200 let starý roubený mlýn na bystřickém náhonu.
- Pomník padlým v první a druhé světové válce
- Pomník obětem prusko-rakouské války roku 1866
- Popovický dub, jeho stáří se odhaduje na 700 let[4]

## Galerie

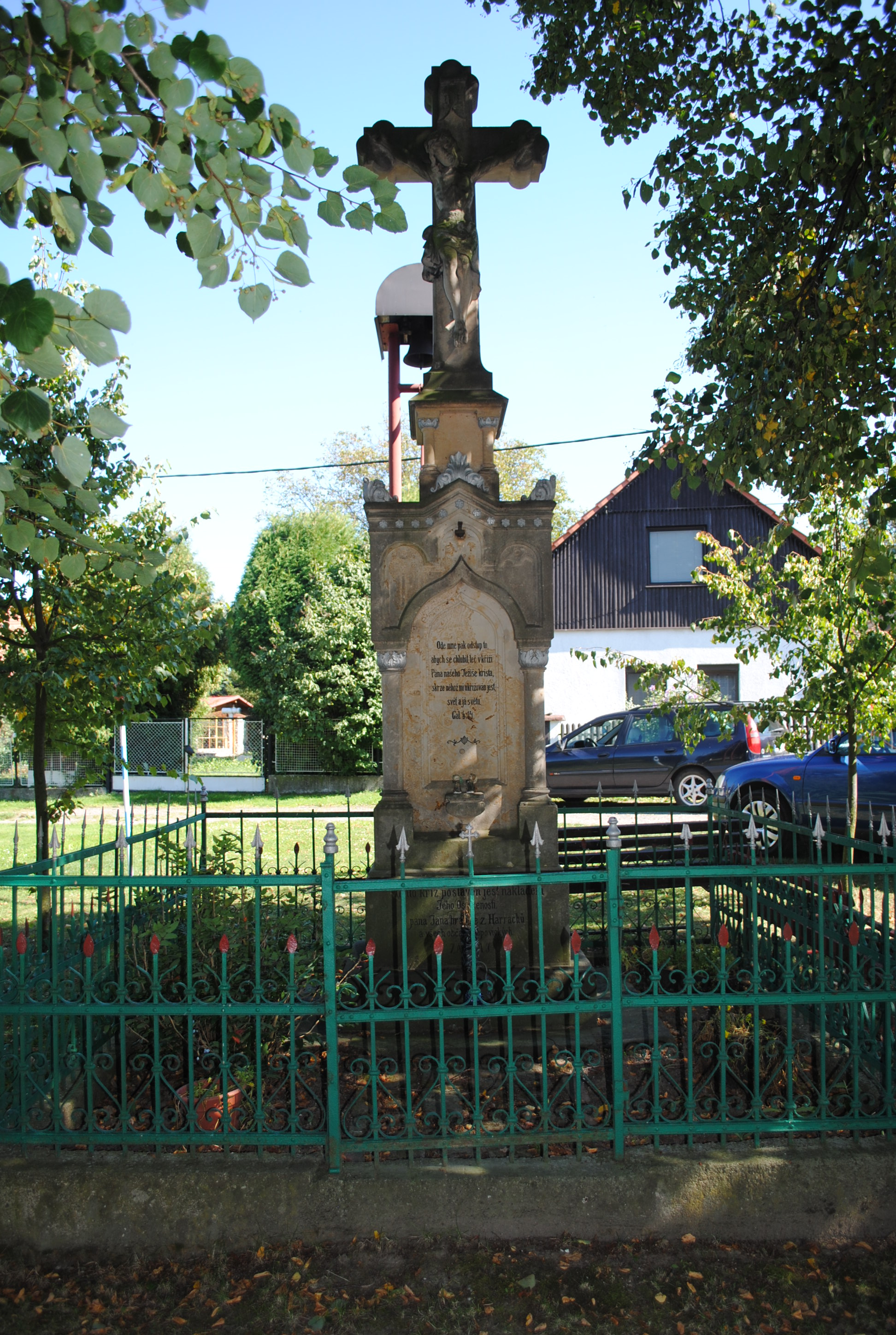
Kamenný kříž
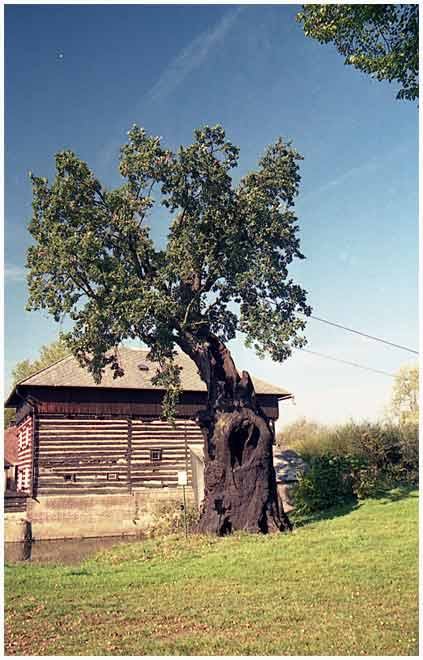
Popovický dub
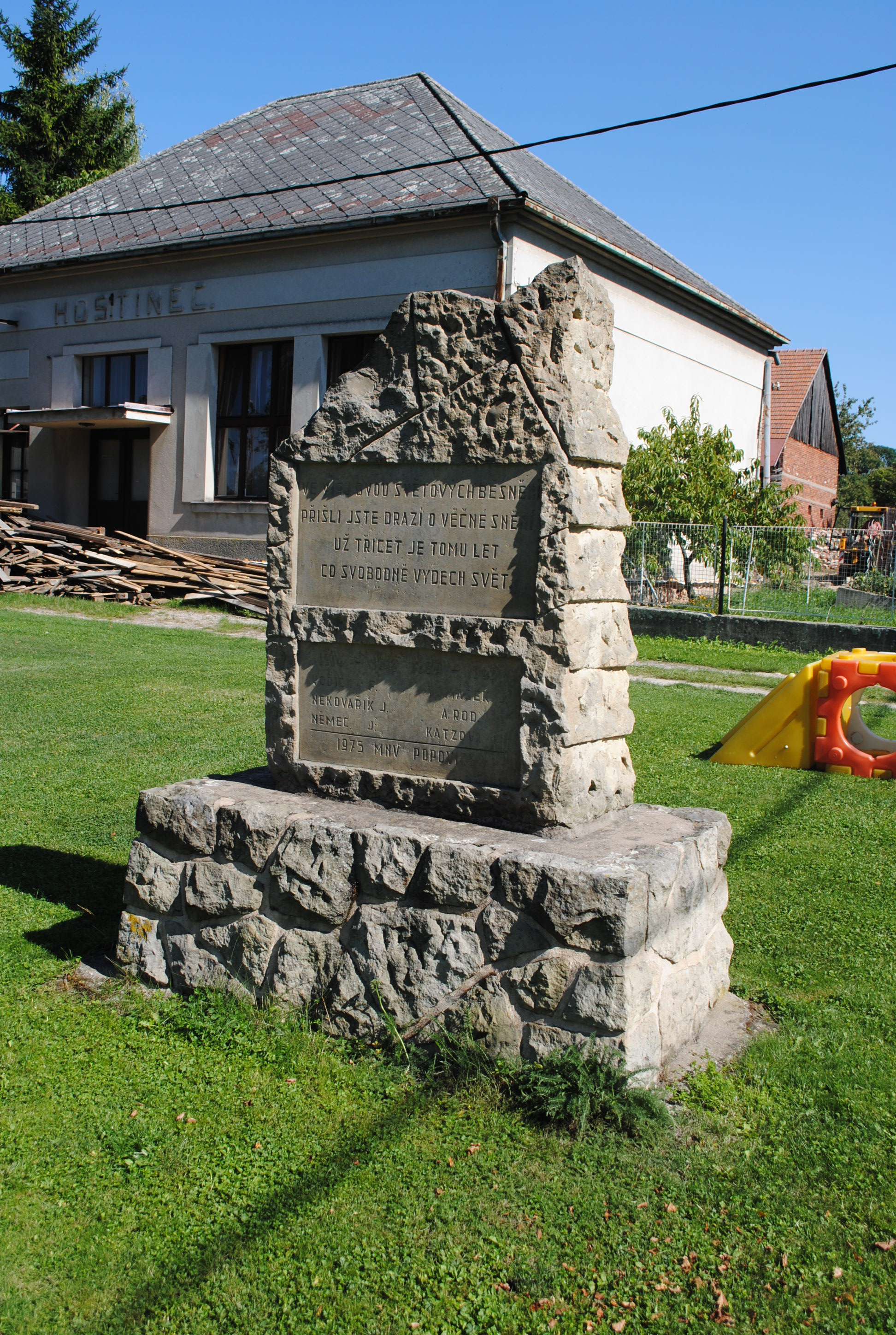
Pomník padlým v první a druhé světové válce
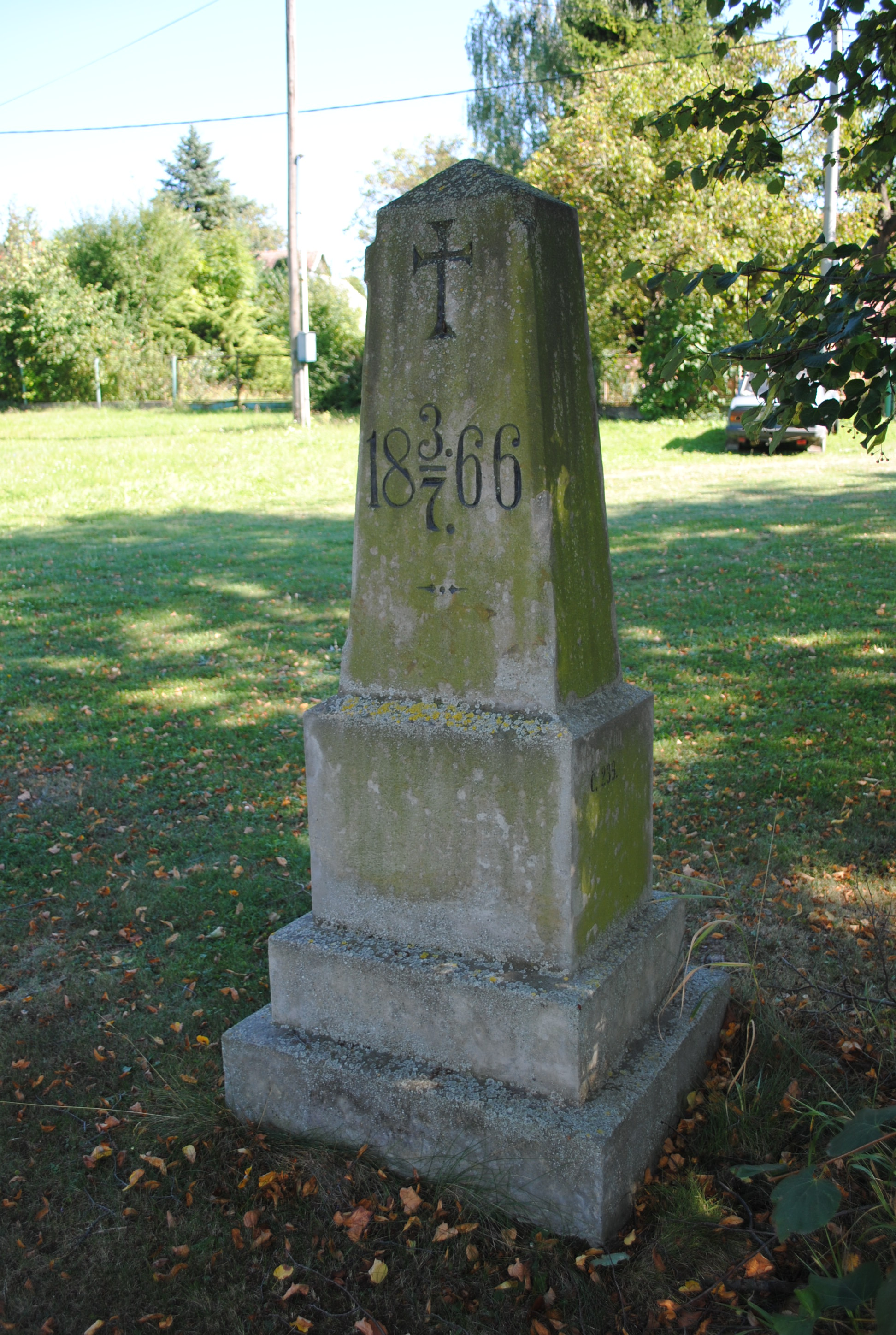
Pomník padlým v Prusko-Rakouské války 1866 v Popovicích